# Emil-Livius-Nicolae Putin
Emil-Livius-Nicolae Putin (n. 13 ianuarie 1945, Comlăuș, Arad - d. 4 decembrie 2017, Arad) a fost un deputat român în legislatura 1992-1996 și în legislatura 1996-2000, ales în județul Arad.

## Activitate
Putin a absolvit Facultatea de Drept din Universitatea București. În cele două legislaturi în care a fost ales, Putin a terminat în calitate de „deputat neafiliat”. În legislatura 1996-2000, Emil-Livius-Nicolae Putin a fost membru în grupurile parlamentare de prietenie cu Regatul Hașemit al Iordaniei, Japonia și Republica Federală Germania.